# Ист Хилс (Њујорк)
Ист Хилс (енгл. East Hills) град је у америчкој савезној држави Њујорк.

## Демографија
По попису из 2010. године број становника је 6.955, што је 113 (1,7%) становника више него 2000. године.
| Група             | 2000.         | 2010.         |
| Белци             | 6.288 (91,9%) | 6.140 (88,3%) |
| Афроамериканци    | 55 (0,8%)     | 66 (0,9%)     |
| Азијати           | 330 (4,8%)    | 515 (7,4%)    |
| Хиспаноамериканци | 101 (1,5%)    | 156 (2,2%)    |
| Укупно            | 6.842         | 6.955         |